# Gongnong Shuiku
Gongnong Shuiku (kinesiska: 工农水库) är en reservoar i Kina. Den ligger i provinsen Heilongjiang, i den nordöstra delen av landet, omkring 260 kilometer norr om provinshuvudstaden Harbin. Den sträcker sig 4,2 kilometer i nord-sydlig riktning, och 4,6 kilometer i öst-västlig riktning.
Genomsnittlig årsnederbörd är 950 millimeter. Den regnigaste månaden är juli, med i genomsnitt 297 mm nederbörd, och den torraste är februari, med 13 mm nederbörd.